# Viquingues na Galiza

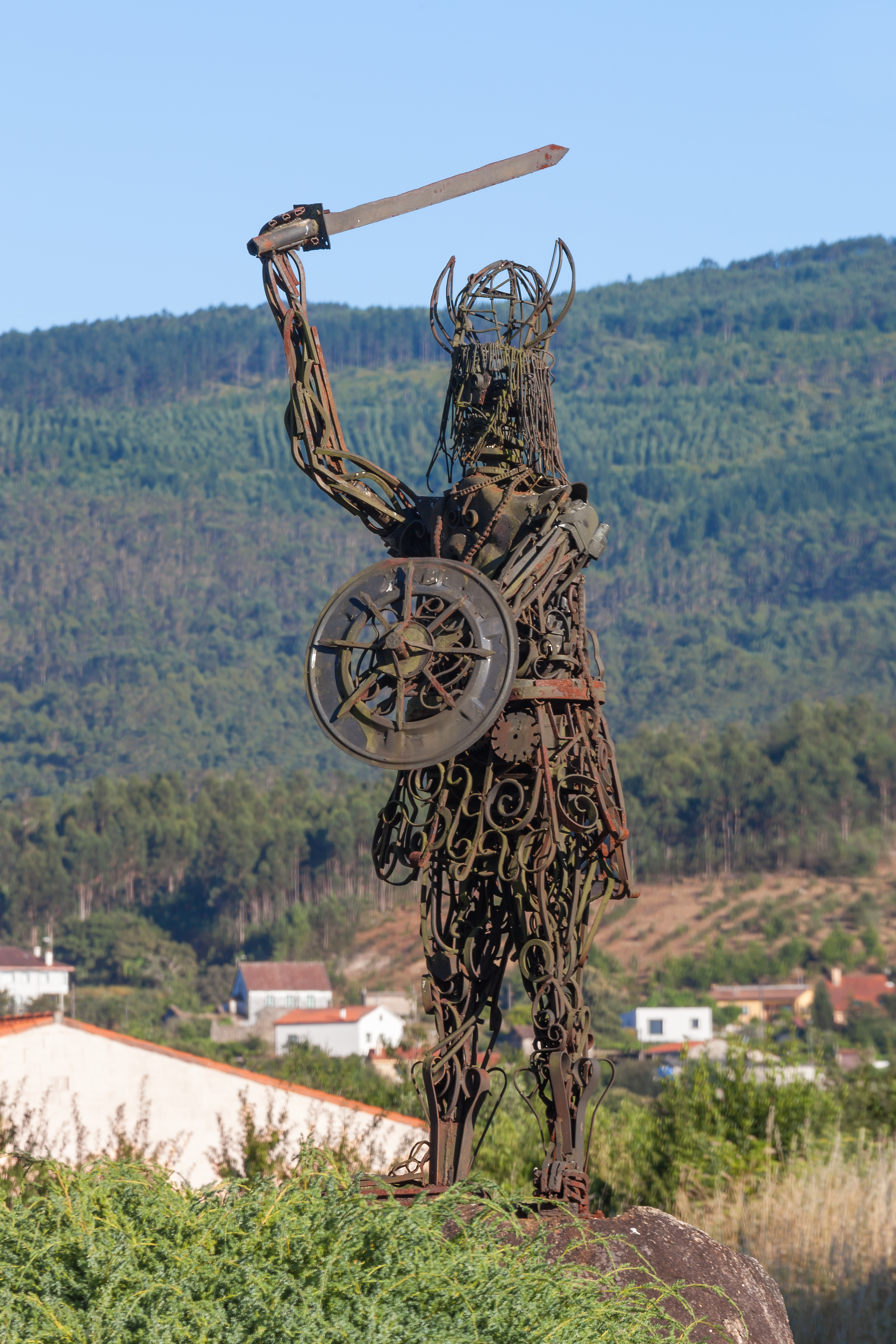
Estátua em lembrança das incursões viquingues, em Catoira

A presença dos viquingues na Galícia ocorreu no período compreendido entre os séculos VII e XII, num contexto no qual os povos que habitavam Escandinávia haviam se convertido numa potência naval, comercial e militar, lançando periódicas expedições comerciais de saque e conquista principalmente contra a costa do Oceano Atlântico, mas também ascendendo pelo curso dos rios até os lugares que pretendiam saquear. Chegaram até pontos tão afastados como o Mediterrâneo, e entre os lugares que visitaram se encontrava a Galícia, que eles denominavam Jakobsland (Terra de Santiago).

## As segundas invasões
No ano 968 o segundo duque da Normandia, diante do perigo de invasão francesa de seu domínio, pediu ajuda a seus parentes dinamarqueses e noruegueses, que acudiram com uma grande frota viquingue. Uma vez derrotado o rei da França, os viquingues permaneceram na Normandia, o que provocou grandes problemas, pelo que o duque os animou a partir à conquista da Galícia, essa terra tão rica de que tanto falam os peregrinos.
Chegaram na Galícia uns duzentos navios sob o comando de Gudrodo, irmão de Haraldo Manto Cinzento, conhecido como Gunderedo nas crônicas galegas. Cem dessas naves detiveram-se na costa cantábrica da Galícia e atacaram a diocese da Bretanha, enquanto outras cem entraram na ria de Arousa e desembarcaram no porto de Iuncariae (Junqueira), para dirigir-se por terra até Santiago de Compostela. A chegada dos viquingues coincidiu com o fim das disputas entre os bispos Rosendo e Sisnando II pelo controle da diocese episcopal. O bispo Sisnando, que acabava de expulsar Rosendo da cidade, tentou detê-los nas proximidades de Iria Flavia, onde tinham chegado traçando o curso do rio Ulla, mas não o conseguiu e morreu atravessado por uma seta durante a batalha de Fornelos em 29 de março. Já sem resistência, os viquingues se dispersaram pela Galícia, chegando até o Courel. Em Lugo o bispo Hermenegildo conseguiu defender a cidade, mas não pôde impedir que os viquingues arrasassem as terras da Bretanha, cuja antiga sede ficou destruída, sendo reconstruída posteriormente no atual Mondonhedo.
Os viquingues permaneceram durante cerca de três anos em terras galegas, matando e saqueando, mas quando regressavam a seus navios carregados com pilhagens e prisioneiros, foram interceptados por um exército sob comando do conde Gonzalo Sánchez, que conseguiu vencê-los nos arredores da ria de Ferrol por volta do ano 970, matando Gunderedo, seu sækonungr (chefe viquingue) e queimando a maioria de seus navios.
Depois de deixar Galiza, os viquingues continuaram navegando para o sul e saquearam a costa entre o rio Douro e Santarém.